# Kruh (okres Semily)
Obec Kruh se nachází v okrese Semily, kraj Liberecký. Žije zde 495 obyvatel.

## Historie
Přesné datum založení obce ani jméno jejího zakladatele se v historických materiálech nedochovalo. První písemná zmínka o obci pochází z roku 1386, kdy je zmiňován Jindřich z Kruhu (Henricus de Cruh). V roce 1406 se zmiňuje v latinské listině „ves Kruh“ (in villa Cruh). V této době byla obec v majetku Jarka ze Mžan a jistého Oldřicha, z nichž každý vlastnil část obce. Byli to drobní šlechtici, stejně jako již zmiňovaný Jindřich z Kruhu, který sídlil patrně na malé tvrzi v Kruhu, kde tato tvrz stála, není dosud historicky prokázáno, avšak nálezy u čp. 67, které tvoří pískovcové, třeba jen hrubě omítnuté kameny nad melafýrovým lomem, ze země vykopané, jakož i různé zbytky nádob vedou k domněnce, že stará tvrz stávala kdysi právě na tomto polokruhovitém návrší. Snad měla mít i kruhový tvar, podle něhož mohl vzniknout i název obce. To jsou ale pouze dohady, neboť jiné prameny uvádějí, že svůj název obec obdržela podobně jako jiné obce téhož anebo podobného znění podle názvů míst, polních tratí nebo lesů, kde byly založeny.
Faktem zůstává, že u kružské tvrze stával kdysi poplužní dvůr, jehož majitelem byl Oldřich z Kruhu, který zemřel v roce 1415 a své jmění, tj. dvůr poplatný v Kruhu s mlýnem pod Kruhem a úroky ve Svojku, Tampli a Městečku (Jilemnici?) odkázal svým bratřím Jindřichovi a Václavovi, své matce Markétě a Heníkovi ze Svojku.
V roce 1492 bylo rozděleno Štěpanické panství mezi Hynka z Valdštejna a z Jilemnice a Heníka z Valdštejna a ze Štěpanic. Tehdy připadla větší část obce Kruh k jilemnickému panství a osm usedlostí k panství kumburskému a oublickému. Z těchto osmi usedlostí bylo sedm s potahem a jedna chalupa na obci. Také tu bývala krčma. Peněžité dávky byly 9 kop 36 grošů, dva dny naturální práce a 13 slepic. Téhož roku 1492 patřily k jilemnickému panství v Kruhu také dva kmetské dvory a dva rybníky.
Po roce 1533 prodal Jan ml. Trčka z Lípy, držitel hradu Kumburku, tento hrad s mnohými obcemi a také část vsi Kruh Mikulášovi Trčkovi z Lípy. V roce 1547 patřila obec k Jilemnici pánu Arnoštu Jilemnickému z Újezdce a z Kůnic, po něm pak roku 1577 jeho synu Závišovi. Držitelem Kruhu v roce 1637 byl Jan Vilém Harrant z Polžic a Bezdružic.
V roce 1654 bylo v obci 9 rolníků s potahem, 7 chalupníků bez potahu, 3 hospodáři bez polí, tzv. zahradníci, 2 grunty a 1 domek pustý, 199 strychů rolí. Ke Kumburku příslušelo 5 čísel s 28 kopami z rolí, z čehož roku 1843 bylo 11 čísel, k Jilemnici pak 95 čísel. Dílčí listina jilemnického panství z roku 1644 uvádí v Kruhu tato jména: Mikuláš Říha, Jan Kubka, Pavel Kužel, Jindra Pavlů a Mikuláš Bušák. Chalupníci, kteří neplatili žádné úroky, byli Jiří Rosa, Jan Petržinec, Tomáš Kužel, Jakub Patien, Tobiáš Kříž a podruzi Petr Švanda, Mikuláš Míšek a Jakub Kříž. Je zde zmínka i o kružském potoku, v němž se lovily ryby a raci.
Poddanské seznamy panství jilemnického z roku 1651 uvádějí v Kruhu zhruba 74 obyvatel a z toho 6 osob starších 50 let, asi 30 lidí osmnáctiletých a mladších a zhruba 53 osob do třiceti let věku. Připomíná se tehdejší rychtář Mikoláš Kavka. Všichni obyvatelé vsi byli poddaní, nikdo nebyl svobodný.
Podle urbáře panství jilemnického z roku 1688 za majitelky Anny Františky, vdovy Harrantové, bylo v Kruhu osedlých a platem a jinými panství tomuto povinných 14 sedláků s koňmi, 2 bez koní a 5 chalupníků. V jiných pramenech z téhož roku se ve vsi uvádí jeden hostinec, obora Zelená hora, v níž se chovají jeleni a daňci, a rybník Návesník s kapacitou 60 kop. Podle těchto pramenů žilo v obci 11 chalupníků a 11 rolníků s koňmi. Dále je zde zmínka o obchodu se solí, jenž byl podle výnosu povolen všem poddaných na panství.
Roku 1701 prodal František Pavel Harrant, svobodný pán z Polžic a Bezdružic, jilemnické panství Ferdinandu Bonaventurovi, říšskému hraběti z Harrachů. Při sčítání v roce 1770 bylo v Kruhu 68 domů. Z jiných pramenů se dozvídáme, že o dvacet let později v roce 1790 je v Horním Kruhu 67 stavení, z nichž 9 patří ke Kumburku. V roce 1804 bylo v obci 122 domů. Další zmínka o obci je až z roku 1835, kdy je Kruh charakterizován jako obec s 91 domy, 619 obyvateli, se školou, mlýnem, panskou myslivnou a z níž 11 domů se 73 obyvateli patřilo panství kumburskému.
Konstituce v roce 1848 obě části Kruhu spojila (Kumburk, Jilemnice). V roce 1890 se o něm dočítáme: Je to ves hejtmanství a okresu Jilemnického, s farním úřadem v Roztokách, která má 162 domů, v nichž žije 1241 obyvatel českých. Dále zde jsou tři třídy školy, pošta, telegraf a stanice Rakouské severozápadní dráhy Chlumec – Poříčí, továrna na různé druhy lněného a bavlněného zboží a mlýn.
Další dochovaná zpráva o obci je až z roku 1866, kdy po skončené prusko-rakouské válce zemřelo v měsíci říjnu v Kruhu 32 osob na epidemii cholery.
Na přelomu 19. a 20. století zde působil čilý lyžařský sportovní kroužek.
V roce 1921 k obci patřily osady Nouzov a Žebrna a několik samot: Hlaváčova chalupa u Mříčné, dva Bušákovy domky v poli, samota u Sasků, domek Skalských na Číně, Kočárkova chalupa a Fejfarův statek. V té době byly v obci tři lomy: vápencový na pozemcích čp.10, čedičový (obecní), z něhož se postavila okresní silnice a opravovaly se obecní cesty, a pískovcový na pozemcích čp.39. Obec měla tři rybníky: kromě Panského to byl ještě Malý a Velký návesník. Dle označení byla obec rozdělena na čtyři díly: hoření konec po draha „Na červené hlíně“, od drah na konec vesnice po straně „U zvonečku“, od panských lesů po draha „Pustina“ a konečně „Kamenec“.

## Pamětihodnosti
- Venkovská usedlost U Tuláčků

## Rodák
- Václav Vrbata